# Maaspoort (theater)
Maaspoort is een theater en congrescentrum gelegen tussen de Oude Markt en de Peperstraat in Venlo. Op 24 augustus 1984 werd het als 'Theater De Maaspoort' door koningin Beatrix geopend. De naam Maaspoort herinnert aan de vroegere stadspoort die in de directe omgeving van de latere schouwburg stond.

## Geschiedenis
Maaspoort is de grootste podiumkunstenvoorziening in Noord-Limburg. Het gebouw dateert uit 1984. Het complex omvatte bij de start een grote zaal met een lijsttoneel met een capaciteit van 764 stoelen, een kleine zaal met een capaciteit van 220 stoelen en een vijftal congresruimten. Het theater presenteerde zich vanaf het begin met een breed palet aan podiumkunstvoorstellingen, vooral op het gebied van dans, visueel theater en muziek. In het programma was en is de professionele podiumkunst van groot belang, maar de schouwburg initieerde en ondersteunde ook voorstellingen op semiprofessionele en amateurbasis. Daarvoor werkte ze samen met culturele en maatschappelijke groeperingen uit de regio. Ter ondersteuning van de inhoudelijke doelstelling werden er ook activiteiten ontwikkeld op het gebied van evenementen en op het gebied van horeca.

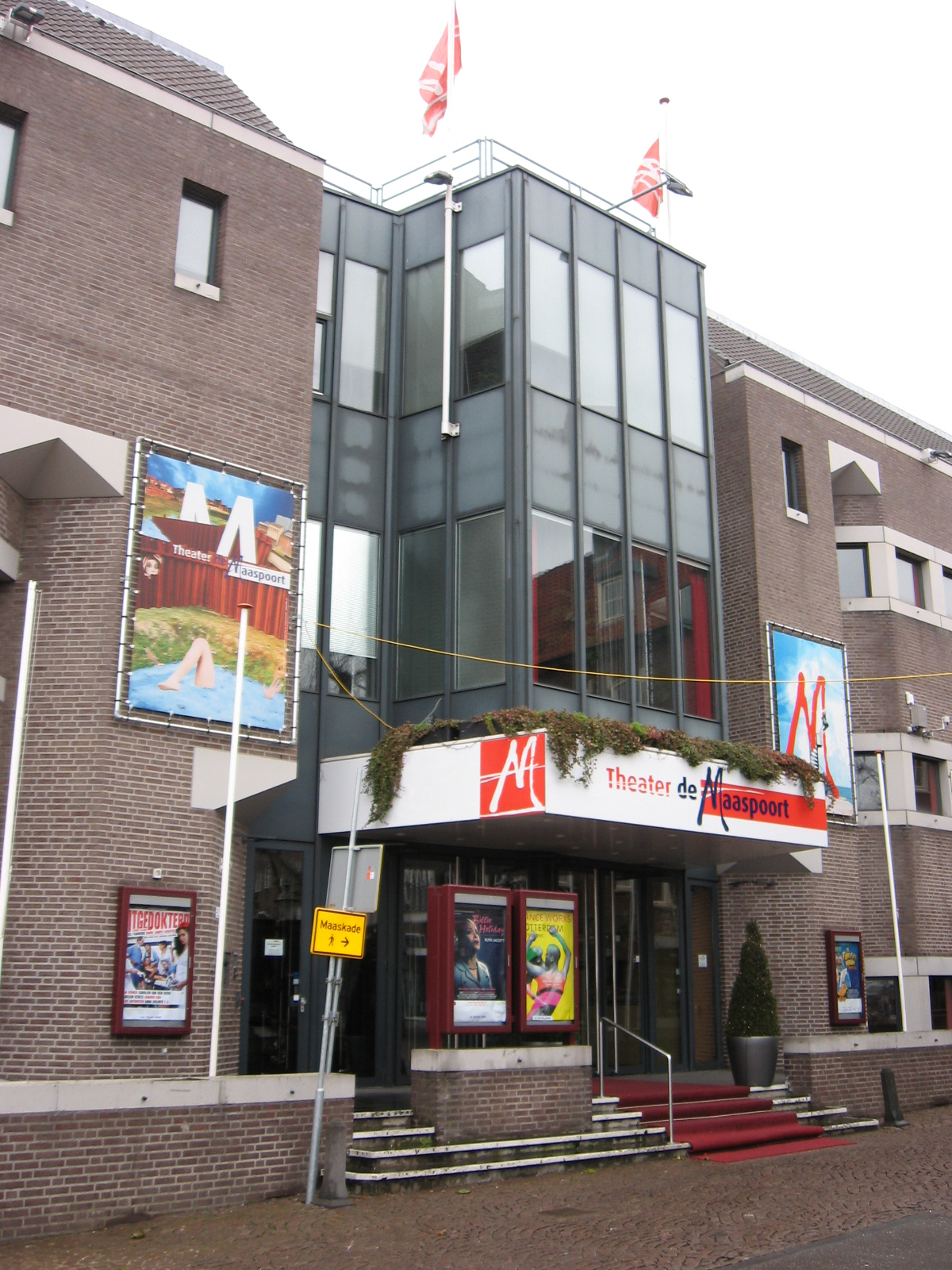
Voorgevel Theater De Maaspoort 1984-2010

In 1981 werd Stichting Congres- en Cultureel Centrum Venlo opgericht, die na haar installatie Congres- en Cultureel Centrum Venlo B.V. oprichtte. Het bestuur van de stichting bestond uit drie leden uit het college van B&W, drie leden uit de gemeenteraad en vijf leden uit het Venlose sociaal-culturele leven. Met de bouw van de schouwburg werd op 3 april 1982 begonnen. In december 1983 werd de naam Congres- en Cultureel Centrum Venlo B.V. gewijzigd in De Maaspoort Venlo B.V. Op 24 augustus 1984 werd “De Maaspoort” officieel geopend door koningin Beatrix. Naast cultuur in Maaspoort zette de directie zich ook in om evenementen naar Venlo te halen die zich niet binnen de muren van het theater afspelen. Nog steeds is Maaspoort nauw betrokken bij de organisatie van evenementen als de Boètegewoëne Boètezitting en de Ouverture. Gaandeweg verwerft Maaspoort een vaste plek in Noord-Limburg.
Maaspoort kreeg per 1 januari 1991 van het bestuur van de Vereniging van Schouwburg- en Concertgebouwdirecties de A-status. Naast de stadsschouwburg in Heerlen was Maaspoort daarmee het tweede Limburgse A-Theater. In 2000 werd het gebouw technisch gezien gemoderniseerd door verhoging van de toneeltoren van 18,68 meter naar ruim 24 meter en het installeren van de automatisch bedienbare trekkenwand. In november 2003 was er een directiewisseling. De nieuwe directeur gaf de plannen om Maaspoort uit te breiden vorm en wilde de drempel nog verder verlagen en de samenwerking met culturele instellingen, zoals Filmtheater De Nieuwe Scene, in de regio versterken.
In 2013 is de voorgevel aangepast met een glazen voorgevel en is onderdeel geworden van de Maasboulevard en alle bestaande ruimten zijn gerenoveerd. De grote theaterzaal is uitgebreid met 36 stoelen, waardoor de totale capaciteit uitkomt op 800 stoelen. Daarnaast is het theater uitgebreid met een nieuwe theaterzaal op de tweede verdieping met een flexibele capaciteit van 350 zitplaatsen op een inschuifbare tribune en balkon of 900 staanplaatsen.
In 2024 werd besloten de naam 'Maaspoort Theater & Events' te wijzigen in 'Maaspoort'.
Theater De Bedoeling · CityCinema · Openluchttheater De Doolhof · Domani · Volkstheater Frans Boermans · Theater de Garage · Grenswerk · Maaspoort · Filmtheater De Nieuwe Scene · Theater 't Raodhoes · De Speelplaats · Openluchttheater Velden

Opgeheven: City Theater · Perron 55 · Prins van Oranje · Rembrandttheater